# باغ لذت‌های دنیوی

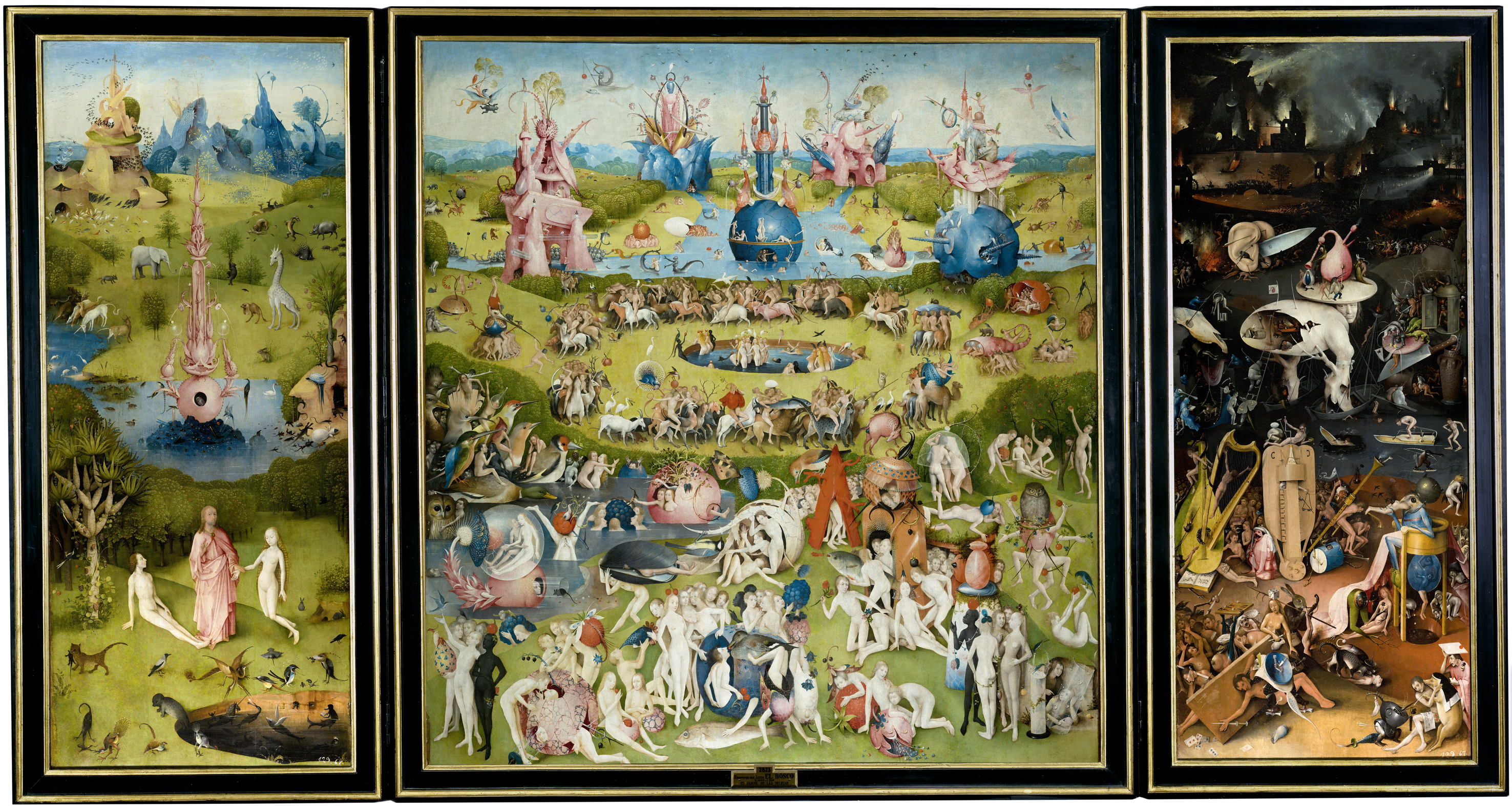
سه‌لتی باغ لذت‌های دنیوی یکی از مشهورترین آثار هیرونیموس بوش است.

باغ لذت‌های دنیوی، همچنین مشهور به هزاره، نام یک سه‌لتی نقاشی، اثر هیرونیموس بوش، نقاش مشهور هلندی سده ۱۵–۱۶ میلادی است. این اثر از سال ۱۹۳۹ میلادی، تاکنون در موزه دل پرادو در اسپانیا نگه‌داری می‌شود.
سه‌لتی باغ لذت‌های دنیوی، مشهورترین و همچنین جاه‌طلبانه‌ترین اثر هیرونیموس بوش شناخته می‌شود. شاهکار بوش، اوج هنر وی را دربردارد، بطوری‌که در هیچ‌یک از آثار گذشته وی، چنین پیچیدگی در معانی و تشبیه روشن وجود ندارد. سه‌لتی، چند داستان مربوط به کتاب مقدس و صحنه‌هایی از اعمال کفرآمیز را را مجسم می‌کند.
این داستان‌ها بخشی از دکترین مسیحیت در سده‌های میانه بودند.

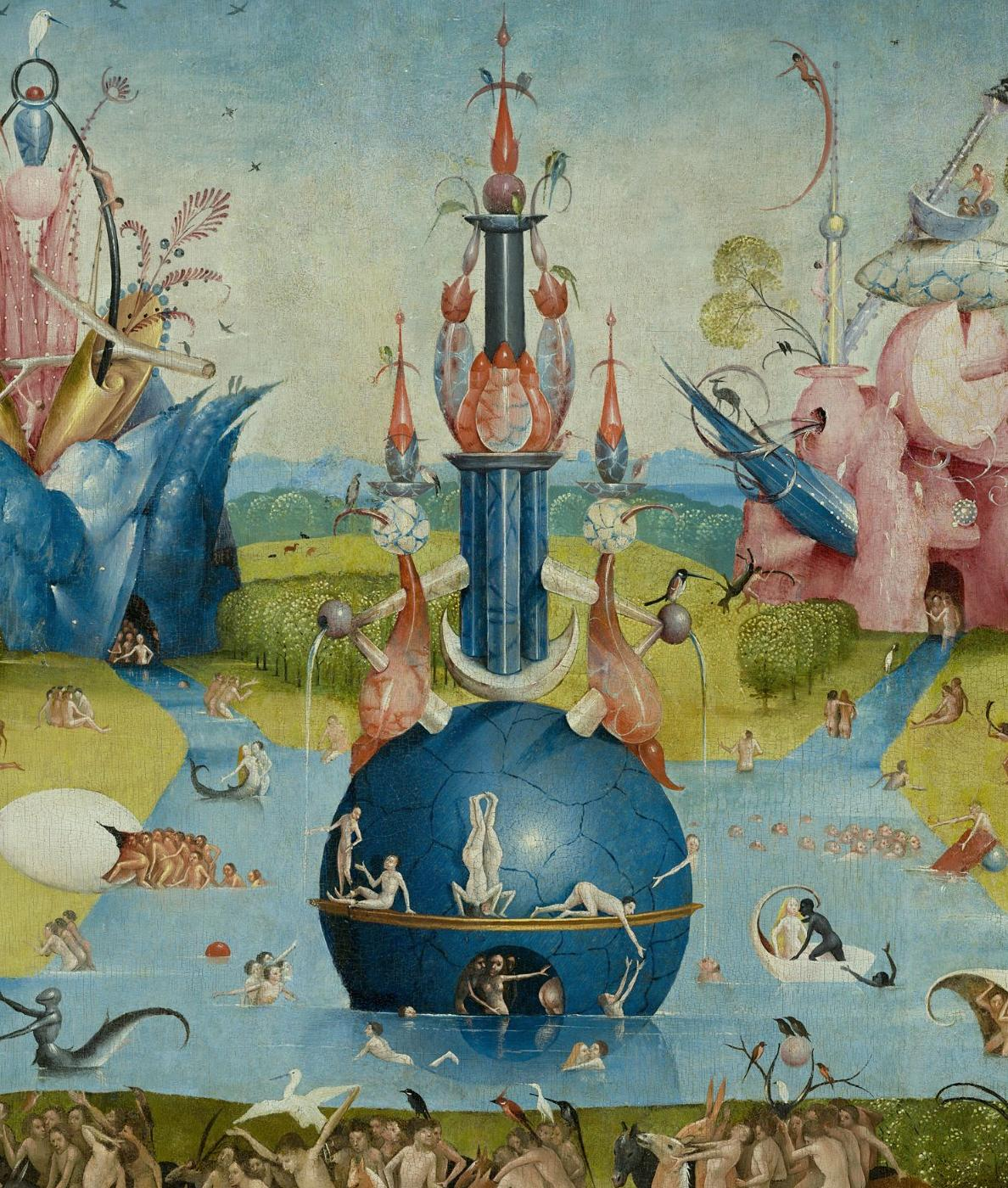
سه‌لتی قسمتی از تابلوی وسط یکی از مشهورترین آثار هیرونیموس بوش است.

خط افق در پانل مرکزی دقیقأ ادامهٔ پانل سمت چپ است. علت اتصال این دو کار برای بیان حال و هوایی یکسان در دو مکان می‌باشد. در روی زمین انواع حیوانات عجیب در کنار حیوانات واقعی‌تر از تابلوی سمت چپ مشاهده می‌شود. انسان‌ها در گروه‌های مختلف در حال برگزاری انواع مراسم شهوانی هستند. گیبسون تاریخدان شهیر این عکس را رفتاری بی شرمانه می‌خواند در حالی که دیکنسون این نمایش را کنجکاوی خاص جنسی در نوجوانان می‌داند. اشخاص بی گناهانه در حال لذت بردن از خوشی‌های مصنوعی هستند، خوشی‌هایی از قبیل لذت‌های جنسی، بازی در آب، سواری بر روی حیوانات بی گناه، خوردن و آشامیدن و بازی و جست و خیز در طبیعت.
در وسط تصویر خانه‌ای شیشه‌ای همانند زمین وجود دارد که ترک‌های بسیاری خورده است. در وسط و پایین این کره افرادی در حال لذت بردن و اعمالی بی شرمانه می‌باشند، در بغضی از متون این کره نمادی از شکننده بودن دنیای لذات شهوانی است.
حضور تعدادی مرد و زن سیاه‌پوست در اثر بیانگر مساوی بودن حقوق انسان‌ها از نظر بوش است اما عده‌ای به این باورند که اینان همان نجیب‌زادگان وحشی هستند، کسانی که در آن دوره برای خدمت به افراد سرمایه‌دار و ثروتمند خریداری می‌شدند. شخصی در پایین کادر، پشت زنی که به نشانهٔ غرور گیلاسی بر سر خود گذاشته، ایستاده که با موهای زن پوشیده شده است و در حال دادن نوشیدنی به فرد دیگری است که نگاهش به صدفی در بالای سرش می‌باشد. این شخص به تعابیر گوناگون شخصی است که با دادن نوشیدنی باعث ایجاد نجابت در افراد می‌شود.